# Lymantria oinoa
Lymantria oinoa este o specie de molii din genul Lymantria, familia Lymantriidae, descrisă de Collenette 1956 Conform Catalogue of Life specia Lymantria oinoa nu are subspecii cunoscute.